# Acrotocepheus diehli
Acrotocepheus diehli är en kvalsterart som beskrevs av Sandór Mahunka 1989. Acrotocepheus diehli ingår i släktet Acrotocepheus och familjen Otocepheidae. Inga underarter finns listade i Catalogue of Life.